# Scuderia Italia
La Scuderia Italia, nota anche come BMS Scuderia Italia (da Brixia Motor Sport), è una squadra corse automobilistica, con sede a Brescia, fondata da Giuseppe Lucchini, che ha corso in Formula 1 e nel Campionato FIA GT.

## Storia

### Formula 1

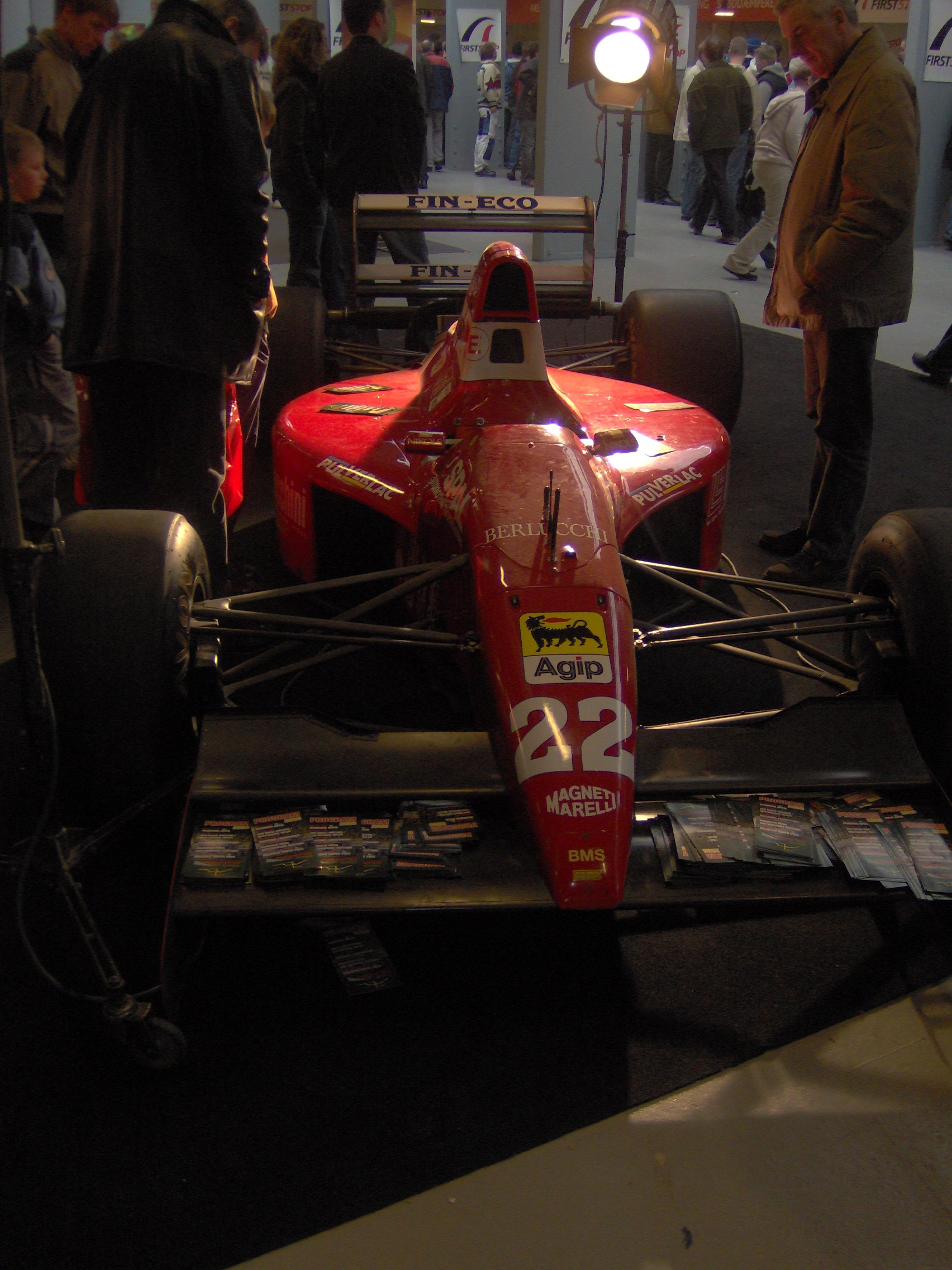
La Dallara 191 di JJ Lehto che conquistò il 3º posto al Gran Premio di San Marino 1991

Il team compare nel campionato di Formula 1 del 1988 e si presenta con Alex Caffi come pilota. I telai sono forniti dalla Dallara e i motori dalla Ford. Nella prima stagione i risultati sono alquanto modesti, ma si hanno pian piano dei miglioramenti, con Caffi che sfiora per due volte la zona punti.
Nel 1989 la Scuderia Italia rafforza l'organico con un nuovo pilota, Andrea De Cesaris. I risultati stavolta arrivano: ben otto punti, compreso il primo podio nella storia del team, un terzo posto in Canada grazie a De Cesaris.
Nel 1990 si alternano alla guida De Cesaris, Emanuele Pirro e, come riserva, Gianni Morbidelli; la vettura è però poco competitiva e non arrivano punti.
Nel 1991 la Scuderia Italia cambia la fornitura di motori passando ai Judd. I risultati tornano buoni, con l'apice di un terzo posto a San Marino conquistato dal nuovo arrivato JJ Lehto.
Il 1992 è l'ultimo anno in cui il team italiano ottiene punti, per mano di Pierluigi Martini; si ha anche un nuovo cambio di motori, con il passaggio a propulsori Ferrari.
Nel 1993 la squadra passa ai telai Lola, mantenendo la motorizzazione Ferrari. Sarà un anno pessimo per la scuderia, con i piloti Michele Alboreto e Luca Badoer sempre relegati in fondo al gruppo, tanto che a fine stagione arriva la chiusura della scuderia bresciana. Lucchini e soci tuttavia acquistano una quota della Minardi, che era in difficoltà economiche: in seguito alla fusione con la squadra faentina, nelle stagioni 1994 e 1995 il neonato team prende il nome di Minardi Scuderia Italia.

### FIA GT

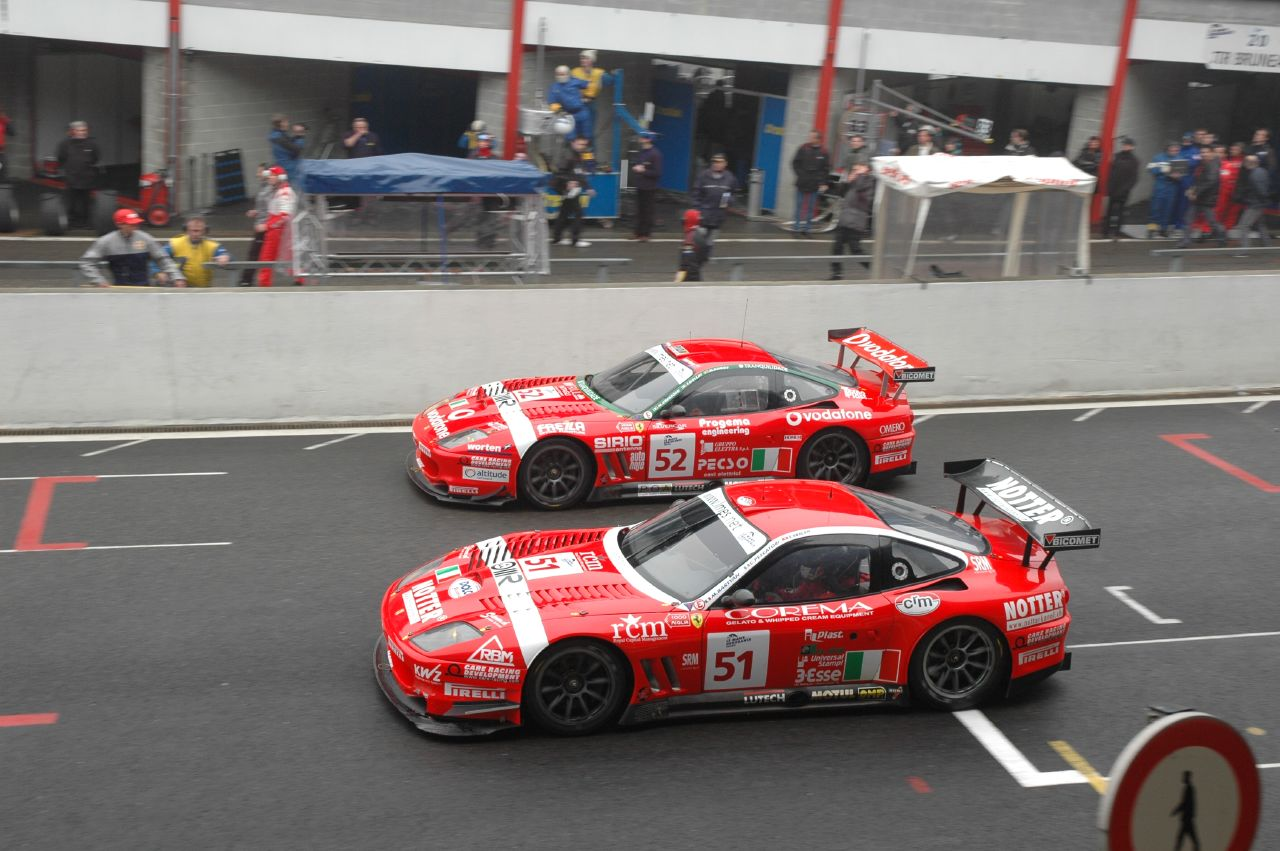
Le Ferrari 550 Maranello del team schierate sulla griglia di partenza della 1000 km di Spa nel 2005

Chiusa l'avventura in F1 il team passa nel FIA GT dove dal 2002 al 2005 schiera le Ferrari 550 Maranello realizzate dalla Prodrive. Vincerà i titoli piloti dal 2003 al 2005 e il team dal 2003 al 2004.
Nel 2005-2007 schiera le Aston Martin Prodrive senza ottenere particolari risultati. Contemporaneamente inizia una collaborazione con la Porsche in GT2 che le porterà due vittorie e il secondo posto in classifica.
Dal 2008 è passata alle Ferrari 430 Modena arrivando seconda in campionato e a Le Mans. Contemporaneamente nel 2009 tramite la squadra satellite Brixia Racing schiera anche una Porsche per lanciare giovani promesse.

## Risultati completi in Formula 1
| Anno | Vettura                  | Motore            | Gomme | Piloti |     |     |     |     |     |   |    |    |    |     |   |     |   |    |     |     | Punti | Pos. |
| ---- | ------------------------ | ----------------- | ----- | ------ | --- | --- | --- | --- | --- | - | -- | -- | -- | --- | - | --- | - | -- | --- | --- | ----- | ---- |
| 1988 | Dallara 3087 Dallara 188 | Ford-Cosworth DFZ | G     | Caffi  | NPQ | Rit | Rit | Rit | NPQ | 8 | 12 | 11 | 15 | Rit | 8 | Rit | 7 | 10 | Rit | Rit | 0     |      |

| Anno | Vettura     | Motore   | Gomme | Piloti     |     |    |    |     |     |   |     |     |     |     |     |     |     |     |    |     | Punti | Pos. |
| ---- | ----------- | -------- | ----- | ---------- | --- | -- | -- | --- | --- | - | --- | --- | --- | --- | --- | --- | --- | --- | -- | --- | ----- | ---- |
| 1989 | Dallara 189 | Ford DFR | P     | Caffi      | NPQ | 7  | 4  | 13  | Rit | 6 | Rit | NPQ | Rit | 7   | Rit | 11  | Rit | Rit | 9  | Rit | 8     | 8º   |
| 1989 | Dallara 189 | Ford DFR | P     | De Cesaris | 13  | 10 | 13 | Rit | 8   | 3 | NQ  | Rit | 7   | Rit | 11  | Rit | Rit | 7   | 10 | Rit | 8     | 8º   |

| Anno | Vettura     | Motore   | Gomme | Piloti     |     |     |     |     |     |     |     |     |     |     |     |     |     |     |     |     | Punti | Pos. |
| ---- | ----------- | -------- | ----- | ---------- | --- | --- | --- | --- | --- | --- | --- | --- | --- | --- | --- | --- | --- | --- | --- | --- | ----- | ---- |
| 1990 | Dallara 190 | Ford DFR | P     | Morbidelli | NQ  | 14  |     |     |     |     |     |     |     |     |     |     |     |     |     |     | 0     |      |
| 1990 | Dallara 190 | Ford DFR | P     | Pirro      |     |     | Rit | Rit | Rit | Rit | Rit | 11  | Rit | 10  | Rit | Rit | 15  | Rit | Rit | Rit | 0     |      |
| 1990 | Dallara 190 | Ford DFR | P     | De Cesaris | Rit | Rit | Rit | Rit | Rit | 13  | SQ  | Rit | NQ  | Rit | Rit | 10  | Rit | Rit | Rit | Rit | 0     |      |

| Anno | Vettura     | Motore  | Gomme | Piloti |     |     |     |    |     |     |     |    |     |     |     |     |     |    |     |    | Punti | Pos. |
| ---- | ----------- | ------- | ----- | ------ | --- | --- | --- | -- | --- | --- | --- | -- | --- | --- | --- | --- | --- | -- | --- | -- | ----- | ---- |
| 1991 | Dallara 191 | Judd GV | P     | Pirro  | Rit | 11  | NPQ | 6  | 9   | NPQ | NPQ | 10 | 10  | Rit | 8   | 10  | Rit | 15 | Rit | 7  | 5     | 8º   |
| 1991 | Dallara 191 | Judd GV | P     | Lehto  | Rit | Rit | 3   | 11 | Rit | Rit | Rit | 13 | Rit | Rit | Rit | Rit | Rit | 8  | Rit | 12 | 5     | 8º   |

| Anno | Vettura     | Motore      | Gomme | Piloti  |     |     |     |     |    |     |   |    |    |    |     |     |    |     |    |     | Punti | Pos. |
| ---- | ----------- | ----------- | ----- | ------- | --- | --- | --- | --- | -- | --- | - | -- | -- | -- | --- | --- | -- | --- | -- | --- | ----- | ---- |
| 1992 | Dallara 192 | Ferrari 037 | G     | Lehto   | Rit | 8   | 8   | Rit | 11 | 9   | 9 | 9  | 13 | 10 | NQ  | 7   | 11 | Rit | 9  | Rit | 2     | 10º  |
| 1992 | Dallara 192 | Ferrari 037 | G     | Martini | Rit | Rit | Rit | 6   | 6  | Rit | 8 | 10 | 15 | 11 | Rit | Rit | 8  | Rit | 10 | Rit | 2     | 10º  |

| Anno | Vettura     | Motore      | Gomme | Piloti   |     |    |    |    |     |     |    |     |     |     |     |    |     |     |  |  | Punti | Pos. |
| ---- | ----------- | ----------- | ----- | -------- | --- | -- | -- | -- | --- | --- | -- | --- | --- | --- | --- | -- | --- | --- |  |  | ----- | ---- |
| 1993 | Lola T93/30 | Ferrari 040 | G     | Alboreto | Rit | 11 | 11 | NQ | NQ  | Rit | NQ | NQ  | NQ  | 16  | Rit | 14 | Rit | Rit |  |  | 0     |      |
| 1993 | Lola T93/30 | Ferrari 040 | G     | Badoer   | Rit | 12 | NQ | 7  | Rit | NQ  | 15 | Rit | Rit | Rit | Rit | 13 | 10  | 14  |  |  | 0     |      |

| Legenda | 1º posto     | 2º posto | 3º posto    | A punti         | Senza punti/Non class.  | Grassetto – Pole position Corsivo – Giro più veloce |
| Legenda | Squalificato | Ritirato | Non partito | Non qualificato | Solo prove/Terzo pilota | Grassetto – Pole position Corsivo – Giro più veloce |